# Djodo Gassa
 Djodo Gassa o Djodo Gasa è un comune del Ciad situato nel dipartimento di Kabbia, provincia di Mayo-Kebbi Est.